# Feeling Good
Feeling Good (o Feelin' Good) és una cançó escrita pels britànics Anthony Newley i Leslie Bricusse per al musical de 1965 The Roar of the Greasepaint – The Smell of the Crowd.
Ha sigut interpretada per diversos artistes, com Nina Simone, Andrea Motis, Avicii, Muse, Sammy Davis Jr., Eels, Michael Bublé, Joe Bonamassa, George Michael, The Pussycat Dolls, Adam Lambert, Lazaro Arbos, Ronan Parke, Raúl Gómez García, Marilina Bertoldi i Annie Lenox.

## Versions
- 1965: John Coltrane a The John Coltrane Quartet Plays.
- 1965: Nina Simone a l'àlbum I Put A Spell On You.
- 1969: Black Cat Bones a l'àlbum Barbed Wire Sandwich.
- 1969: Traffic a l'àlbum Last Exit.
- 1997: Recopilatori Dark Was The Night.
- 2000: Holly Golightly i Dan Melchior a l'àlbum Desperate Little Town.
- 2001: Muse, a l'àlbum Origin of Symmetry.
- 2005: Michael Bublé, a l'àlbum It's Time.
- 2009: Adam Lambert en American Idol.
- 2009: Joe Bonamassa a l'àlbum The Ballad of John Henry
- 2009: Gilbert Price en el repartiment original Broadway cast.
- 2011: Jennifer Hudson de l'àlbum I Remember Em.
- 2011: TheVoiceMan Single a YouTube.
- 2011: Ronan Parke en Britain's Got Talent i en el seu àlbum debut Ronan Parke.
- 2012: Carly Rose Sonenclar en The X Factor.
- 2012: James Arthur en The X Factor UK.
- 2012: Andrea Motis i Joan Chamorro a l'àlbum del mateix nom.
- 2013: Lazaro Arbos a American Idol.
- 2013: Raúl Gómez García a El número 1.
- 2013: Jeffrey Adam Gutt a The X Factor USA 2013.
- 2014: Llapis Conciente a La meva Felicitat
- 2014: Annie Lenox com a part de la banda sonora de Cinquanta Ombres de Grey i inclòs, també, en el seu àlbum Nostàlgia[1] del mateix any.
- 2017: Im Hyun-sik de BTOB Presentació en solitari durant el concert BTOB TIME-2017.

La cançó "About You" del disc de Mary J. Blige The Breakthrough introdueix algunes innovacions, com les noves lletres compostes per Mary J. Blige, will.i.am i Keith Harris. No obstant, les lletres del cor de "Feeling Good" està interpretada per Nina Simone. La veu original està distorsionada de manera que amb prou feines és recognoscible. Per això, Simone apareix acreditada com a cantant i Anthony Newley i Leslie Bricusse com a compositors.
- 2015: Avicii en el seu single del mateix nom.[2]

## Al cinema i televisió
Versió de Nina Simone
Aquesta versió apareix en la pel·lícula L'assassina (de l'any 1993), en la qual la protagonista usa el nom en clau de Nina i es declara fan de la música de Simone.
A més d'en l'escena final de l'episodi 14 de la tercera temporada de la sèrie Chuck, en el videojoc Saboteur i les pel·lícules Intouchables (francesa) i en la pel·lícula del 2006, Last Holiday (Les vacances de la meva vida) protagonitzada per Queen Latifah i Ll. Cool J.
Versió de Muse
Aquesta versió apareix en una pel·lícula de Will Smith, Set ànimes.
Apareix en el primer episodi de la tele seriï xilena Pacte de sang
I també en l'inici del capítol 3 de la tercera temporada corresponent a la sèrie de Netflix, “La Casa de Paper”.
D'altres
Feeling Good també apareix en el video promocional de la quarta temporada de la sèrie de televisió Six Feet Under, la qual s'inclou en la banda sonora de la mateixa.
Interpretada per Nina Simone, també sona com a tema de tancament de la pel·lícula "Lincoln" (2012), dirigida per Steven Spielberg.
En la OVA 6 de l'animi Mobile Suit Gundam Thunderbolt, té com a tema de tancament una versió japonesa de Feeling Good.
Obrint el primer capítol de la segona temporada de la sèrie de Netflix Sense8 "Happy F*cking New Year".